# Marjan Marković
Marjan Marković (in serbo Марјан Марковић?; Požarevac, 28 settembre 1981) è un ex calciatore serbo, di ruolo difensore.

## Carriera
Debutta da professionista nel 1997 nel Mladi Radnik, ma dopo due stagioni viene ingaggiato dalla Stella Rossa di Belgrado, con cui vince due campionati della RF di Jugoslavia, un campionato di Serbia e Montenegro, due Coppe di Jugoslavia e una Coppa di Serbia e Montenegro.
Nell'estate del 2005 si trasferisce in Ucraina, alla Dinamo Kiev, con cui vince un campionato d'Ucraina, due Coppe d'Ucraina e altrettante Supercoppe d'Ucraina.
Nell'estate del 2008 ritorna alla Stella Rossa di Belgrado, dove rimane per pochi mesi.

## Palmarès

### Club

#### Competizioni nazionali
- Campionato serbo: 2

Stella Rossa: 1999-2000, 2000-2001
- Campionato serbomontenegrino: 1

Stella Rossa: 2003-2004
- Coppa di Serbia: 1

Stella Rossa: 1999-2000, 2001-2002, 2003-2004
- Campionato ucraino: 1

Dinamo Kiev: 2006-2007
- Coppa d'Ucraina: 2

Dinamo Kiev: 2005-2006, 2006-2007
- Supercoppa d'Ucraina: 2

Dinamo Kiev: 2006, 2007